# Obština Polski Trămbeš
Obština Polski Trămbeš (bulharsky Община Полски Тръмбеш) je bulharská jednotka územní samosprávy ve Velikotărnovské oblasti. Leží ve středním Bulharsku na rozhraní Předbalkánu a Dolnodunajské nížiny. Správním střediskem je město Polski Trămbeš, kromě něj zahrnuje obština 14 vesnic. Žije zde přibližně 19 tisíc obyvatel.

## Sídla
Všechna sídla v obštině mají vlastní samosprávu.
- Ivanča
- Karanci
- Klimentovo
- Kucina
- Maslarevo
- Obedinenie
- Orlovec
- Pavel
- Petko Karavelovo
- Polski Senovec
- Polski Trămbeš[p 1] (sídlo správy)
- Radanovo
- Stefan Stambolovo
- Strachilovo
- Vărzulica

## Sousední obštiny
| Růžice kompasu | Svištov                | Cenovo         | Bjala             | Růžice kompasu |
| Růžice kompasu |                        | Sever          | Stražica          | Růžice kompasu |
| Růžice kompasu | Obština Polski Trămbeš |                | Stražica          | Růžice kompasu |
| Růžice kompasu | Jih                    |                | Stražica          | Růžice kompasu |
| Růžice kompasu | Pavlikeni              | Veliko Tărnovo | Gorna Orjachovica | Růžice kompasu |

## Obyvatelstvo
V obštině žije 13 183 obyvatel a je zde trvale hlášeno 13 460 obyvatel. Podle sčítání 7. září 2021 bylo národnostní složení následující:
- Bulhaři: 8 421 (80.3 %)
- Turci: 1 364 (13.0 %)
- Romové: 603 (5.7 %)
- ostatní: 99 (0.9 %)

V období 2011 až 2021 v obštině ubylo 2 246 obyvatel.